# Historia del uniforme del Leeds United Football Club
La Indumentaria del Leeds United es el utilizado por los jugadores «Whites» tanto en competencias nacionales como internacionales, desde el primer equipo hasta los juveniles, como también las Ladies.
La vestimenta titular histórica usada por el club consta de camiseta blanca, pantalón blanco y medias blancas, la cual ha sufrido leves cambios de diseños.
La vestimenta alternativa ha tenido varios colores como diseños, actualmente se compone de camiseta gris, pantalón gris y medias grises.

## Historia
El uniforme original del Leeds United AFC era camiseta blanquiazul con pantalones blancos y medias azules similar a la equipación del Huddersfield Town FC con quien compartía presidente, Hilton Crowther.
El primer cambio en la equipación se produjo en 1934 cuando su camiseta adoptó los colores amarillo y el azul conservando el color del pantalón y las medias.
En la temporada 1959-60 el equipo descendió a segunda división y Don Revie, mánager del conjunto inglés, decidió que el equipo vistiera totalmente de blanco como el Real Madrid que acababa de ganar su quinta Copa de Europa como estímulo para mejorar el rendimiento del equipo. Fue después de que el conocido como el «Madrid de Di Stéfano»— asombrara al mundo en la final de la Copa de Europa 1959-60 ganando por 7-3 al Eintracht Frankfurt Fußball, partido presenciado en las gradas por Revie. Fue tal el impacto del juego madridista que decidió que el equipo de Elland Road dejara su uniforme con camiseta azul y amarilla por uno blanco total para darle un nuevo rumbo ganador a su equipo, como así manifestó.

"Llevamos una vida vistiendo de azul y amarillo. ¿Qué hemos ganado desde entonces? Nada. A partir de ahora, este equipo deja de ser un perdedor, porque lo entreno yo. Y yo no soy un perdedor. ¿Saben qué equipo ha ganado más títulos en el mundo? Pues el Real Madrid. ¿Saben de qué color viste el Real Madrid? De blanco. Bueno, desde este mismo momento, este equipo jugará de blanco. Será una señal inequívoca de que este Leeds es, desde este momento, un ganador".
Don Revie. Marzo de 1961. Leeds.

Como curiosidad destacar que desde entonces el Leeds United A. F. C. se convirtió en uno de los mejores equipos de Inglaterra ganando numerosos títulos hasta la década de los años 1980 y que hicieron cambiar el color y la historia de los leodensians, conocidos desde entonces con el apelativo de “Whites” (Blancos).
| 1919 - 1920 | 1920 - 1934 | 1934 - 1959 | 1959 - Act. |

## Local
| 2007/08 | 2008/09 | 2009/10 | 2010/11 | 2011/12 | 2012/13 | 2013/14 | 2014/15 | 2015/16 |

| 2016/17 | 2017/18 | 2018/19 | 2019/20 | 2020/21 | 2021/22 | 2022/23 |

| 2023/24 | 2024/25 | 2025/26 |

## Visita
| 2007/08 | 2008/09 | 2009/10 | 2010/11 | 2011/12 | 2012/13 | 2013/14 | 2014/15 | 2015/16 |

| 2016/17 | 2017/18 | 2018/19 | 2019/20 | 2020/21 | 2021/22 | 2022/23 |

| 2023/24 | 2024/25 | 2025/26 |

## Alternativa
| 2008/09 | 2009/10 | 2010/11 | 2011/12 | 2012/13 | 2013/14 | 2014/15 | 2016/17 | 2017/18 |

|  | 2018/19 | 2019/20 | 2020/21 | 2021/22 | 2022/23 |

| 2023/24 |

## Conmemorativa
| 100 Años |

## Patrocinio
| Periodo   | Proveedor            | Patrocinador       |
| --------- | -------------------- | ------------------ |
| 1919-72   | Ninguno              | Ninguno            |
| 1972-73   | Umbro                | Ninguno            |
| 1973-81   | Admiral              | Ninguno            |
| 1981-91   | Umbro                | Ninguno            |
| 1986-89   | Umbro                | BURTON             |
| 1989-91   | Umbro                | TOP MAN            |
| 1991-92   | Umbro                | Evening Post       |
| 1992-93   | Admiral              | Admiral Sportswear |
| 1993-96   |                      | Thistle Hotels     |
| 1996-2000 | Puma                 | Packard Bell       |
| 2000-03   |                      | Strongbow          |
| 2003-04   | Whyte and Mackay     |                    |
| 2004-05   | Whyte and Mackay     |                    |
| 2005-06   | Whyte and Mackay     | Admiral            |
| 2006-07   | bet24                | Admiral            |
| 2007-08   | RedKite              | Admiral            |
| 2008-11   |                      | Netfligts.com      |
| 2011-15   | Enterprise Insurance |                    |
| 2015-16   |                      | Ninguno            |
| 2016-20   | 32Red                |                    |
| 2020-23   |                      | SBOTOP             |
| 2023-24   | BOXT                 |                    |
| 2024-     | Red Bull             |                    |